# Ведендорф
Ведендорф (њем. Wedendorf) општина је у њемачкој савезној држави Мекленбург-Западна Померанија. Једно је од 91 општинског средишта округа Нордвестмекленбург. Према процјени из 2010. у општини је живјело 282 становника. Посједује регионалну шифру (AGS) 13058107.

## Географски и демографски подаци
Ведендорф се налази у савезној држави Мекленбург-Западна Померанија у округу Нордвестмекленбург. Општина се налази на надморској висини од 54 метра. Површина општине износи 11,3 km². У самом мјесту је, према процјени из 2010. године, живјело 282 становника. Просјечна густина становништва износи 25 становника/km².